# Smålands runinskrifter 19
Smålands runinskrifter 19 är en vikingatida runsten av rödaktig granit i Stojby, Gårdsby socken och Växjö kommun. Runstenen är 2 meter hög, 0,5 meter bred och 0,3-0,4 meter tjock. Runhöjden är 12 centimeter.

## Inskriften
Translitterering av runraden:
· þurluf · raisþi · stain · þana · eftiʀ · ala · auk · etu · hialbi · kuþ · aut · þaiʀa
Normalisering till runsvenska:
Þorlof ræisti stæin þenna æftiʀ Ala/Alla ok Ættu. Hialpi Guð and þæiʀa.
Översättning till nusvenska:
Torlov reste denna sten efter Ale/Alle och Ätta. Hjälpe Gud deras ande!